# بلوچستان

نقشه قلمرو بلوچستان تحت کنترل دولت بلوچِ خانات کلات و سند سال ۱۸۱۰ میلادی از ستوان پاتینجر از

بَلوچـِستان (به بلوچی: بلۏچستان)، منطقه‌ای است در جنوب شرقی فلات ایران که از کنار کویر کرمان در شرق بم و کوه‌های بشاگرد تا مرزهای غربی سند و پنجاب و هند را در بر می‌گیرد. بلوچستان از شمال با سیستان و خراسان همسایه است و از جنوب به سواحل مکران، و دریای مکران و خلیج فارس منتهی می‌شود. مرزهای آن را به‌درستی نمی‌توان مشخص کرد اما گستره آن حدود ۶۹۰٬۰۰۰ کیلومترمربع برآورد می‌شود. این سرزمین، گرم و خشک و کوهستانی است. بلوچ‌ها، قومی ایرانی‌تبار و بیشتر مسلمان سنی و پیرو مذهب حنفی هستند. بلوچستان با مرکزیت زاهدان در منطقه‌ای واقع شده که ایران را به تمدن هند متصل می‌کند و یکی از نقاط استراتژیک جهان است که همواره در تمام دوره‌های تاریخی منطقه‌ای مهم برای بازرگانی و  تجارت محسوب می‌شده.
خانات کلات پس از کشته شدن نادرشاه افشار در سال ۱۷۴۷ به رهبری میر نصیر خان احمدزهی به مرکزیت کلات از افشاریه اعلام استقلال کرد. بلوچستان در ادامه دوران افشاریه پس از مرگ نادرشاه، زندیه و اوایل قاجار تا دوره ناصر الدین شاه تحت سلطهٔ فرمانروایی مرکزی ایران نبود. 

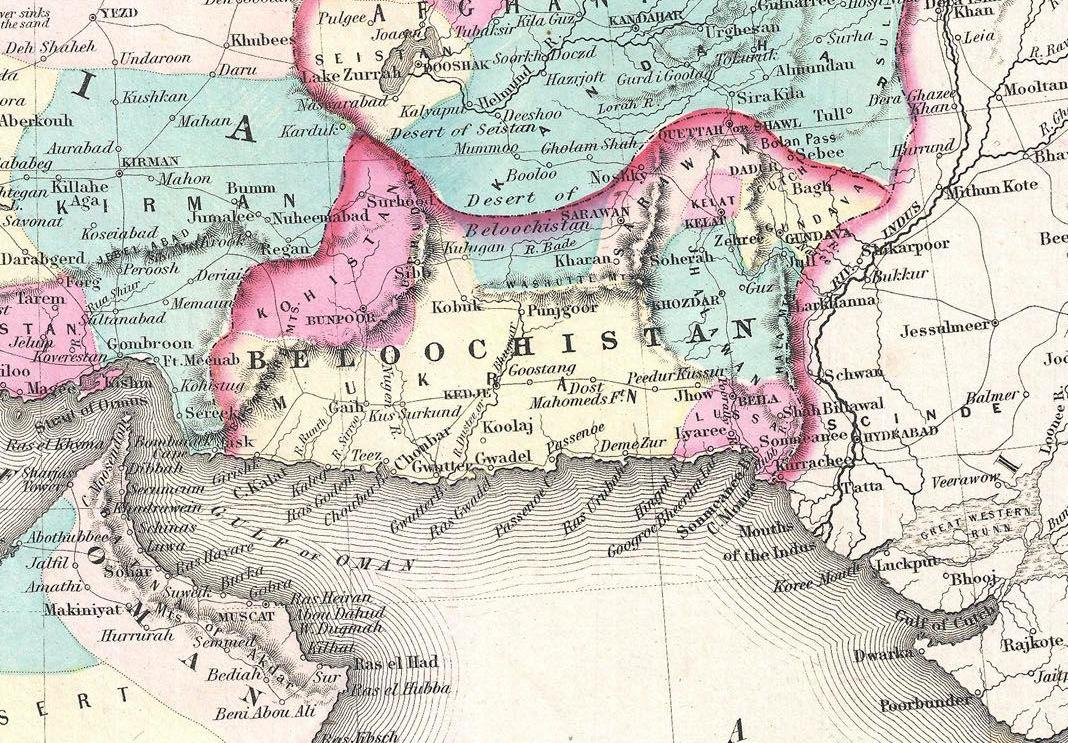
بلوچستان در سال ۱۸۵۵ میلادی (پیش از قرار داد گلد اسمیت و تقسیم شدن میان قاجار و انگلستان)

سپس در سال ۱۸۷۱ میلادی کلات که تحت الحمایه بریتانیا بود به دو نیم شرقی و غربی تقسیم شد که نیمه غربی به ایران برگردانده و نیمه شرقی زیر نظر و تحت الحمایه بریتانیا به عنوان منطقه نیمه مستقل باقی ماند.

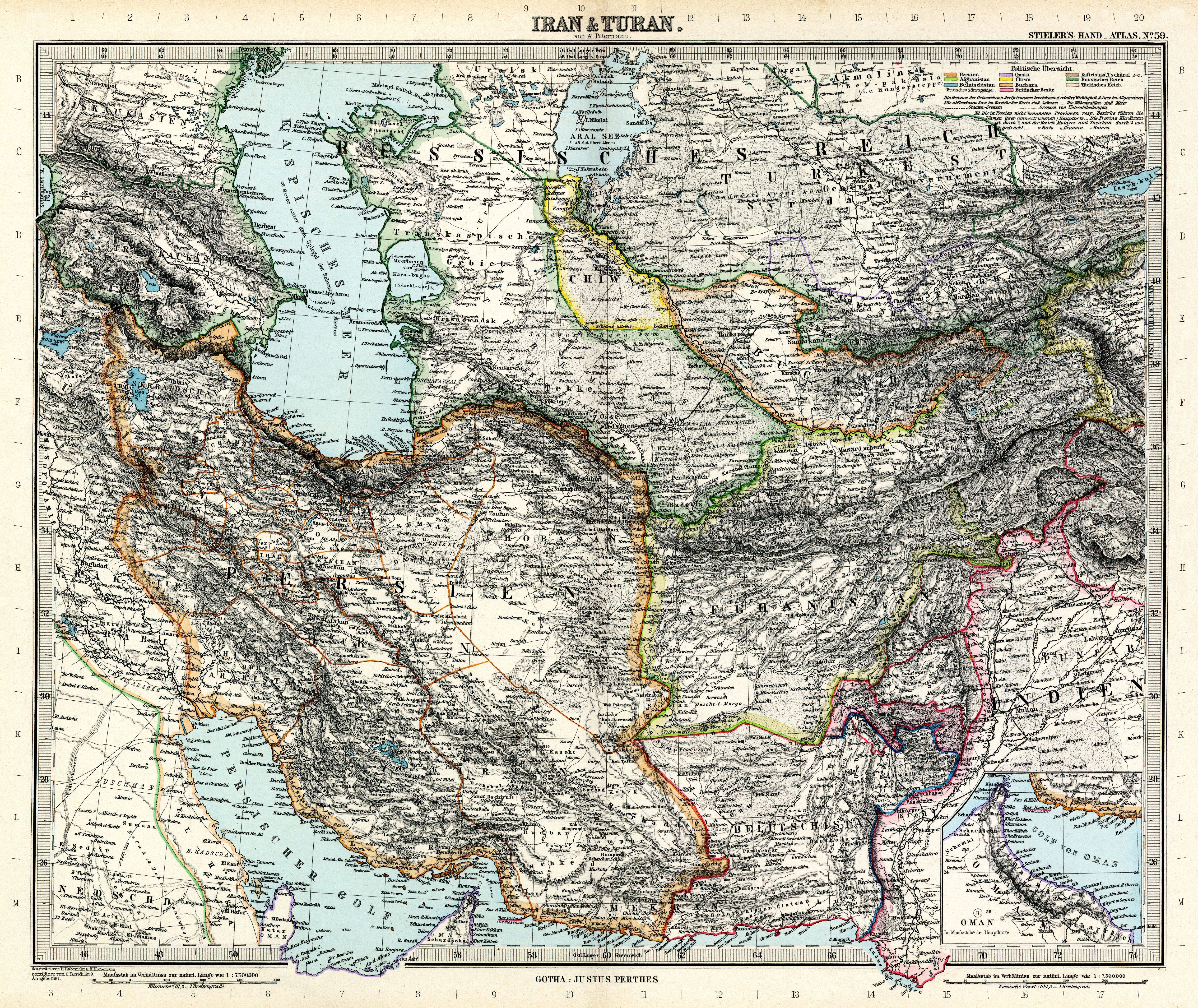
کلات بعد از قرار داد گلد اسمیت.

بلوچستان کنونی منطقه ای است که میان سه کشور ایران، افغانستان و پاکستان قرار دارد و از نظر اداری شامل ایالت بلوچستان پاکستان، بخش‌هایی از استان سیستان و بلوچستان ایران و بلوچستان افغانستان در جنوب افغانستان است در استان نیمروز، می‌باشند.

## موقعیت جغرافیایی
مرزهای ایران و پاکستان و افغانستان، بلوچستان را به سه بخش تقسیم می‌کنند. بلوچستان، از جنوب به چابهار از شرق به سند و پنجاب ، از غرب به استان کرمان و هرمزگان و از شمال به ولایت فراه در بلوچستان افغانستان منتهی می‌شود.

## تاریخ و قدمت
بلوچستان قدمتی بالای ۹۰۰۰ سال دارد از این رو میتوان به تمدن مهرگره اشاره کرد که بنا بر اظهار باستان شناسان قدمت آن به به بالای نه هزار سال میرسد.
در ادوار باستان در مکران از قوم بلوچ در کتب فارسی و عربی ذکر شده که اعراب آن را بلوص گزارش کرده اند به همین علت مکران را بلوچستان نام گذاشته اند.
فردوسی نقل می‌کند در زمان حکومت اردشیر و خسرو یکم انوشیروان ساسانی، قوم بلوچ و کوچ به همراه قوم گیلان و دیلم سر به شورش علیه حکومت مرکزی برمی‌آورند که توسط انوشیروان سرکوب می‌شوند و در عین حال می‌گوید در زمان‌های متعددی از حکومت سایر شاهان ساسانی بلوچ‌ها جزو ارتش ساسانی بوده‌اند. منطقهٔ بلوچستان امروزی به نام مکا، ایالت چهاردهم ایران در زمان امپراتوری هخامنشی بوده‌است که بعدها به مکران تغییر یافته‌است. 

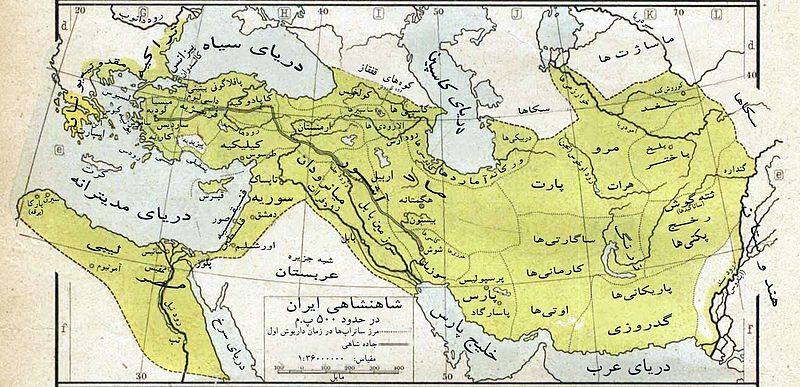
گدروزی در شاهنشاهی هخامنشی

گدروزی (به یونانی: گدروزیا) نامی است که یونانی‌ها به بلوچستان دادند. بسیاری از مورخان، ساتراپی گدروزیا را منطبق بر ساتراپی مکا دانسته‌اند و تمایزی بین این دو ساتراپی قائل نمی‌شوند.
فردوسی در شاهنامه علاوه بر اینکه قوم بلوچ را در کنار سایر اقوام ایرانی ذکر کرده هست از بلوچستان (مکران) به عنوان بخشی از قلمرو ایران یاد کرده‌است. یکی در زمان پادشاهی کیخسرو و جنگ ایران وتوران و آن هنگام که فرمانده سپاه قوم کوچ و بلوچ به نام اشکش به مکران می‌رود ودیگری در زمان ستاندن کین سیاوش در حمله به توران:
پس گستهم اشکش تیز گوش /که بازور و دل بود و با مغز و هوش
' 'سپاهش زگردان کوچ وبلوچ /سگالیده جنگ و برآورده خوج
کسی درجهان پشت ایشان ندید/برهنه یک انگشت ایشان ندید
' 'درفشی برآورده پیکر پلنگ /همی از درفشش بیارید جنگ
چو آگاه شد اشکش آمد براه/ ابا لشکری ساخته پیش شاه
همه تیز و مکران بیاراستند/ز هر جای رامشگران خواستند
.......
گزین کرد از آن نامدارت سوار/دلیران جنگی دو وده هزار
هم از پهلو و پارس و کوچ وبلوچ / زگیلان جنگی و دشت سروچ
.......
از ایران بشد تا به توران و چین/گذر کرد از ان پس به مکران زمین
ز مکران شد آراسته تازره/ میان‌ها ندید هیچ رنج ازگره
در کتیبه‌های عصر ساسانی از بلوچستان با نام «مکوران، مُکران». نیز یاد شده‌است این اسامی تا قبل از اسلام در بین مردم معمول بود و امروزه هم در بسیاری از مناطق مردم محلی این سرزمین را با همین نام می‌خوانند. بنا به نظر برخی از محققان، اصطلاح بلوچستان از زمان نادرشاه در منابع فارسی پیداشد. دلیل اصلی جانشینی این اصطلاح نفوذ قبایل بلوچ درمنطقه و کمک‌های فراوانی بود که سران این قبایل به نادر شاه کردند

## اقلیم و محصولات کشاورزی

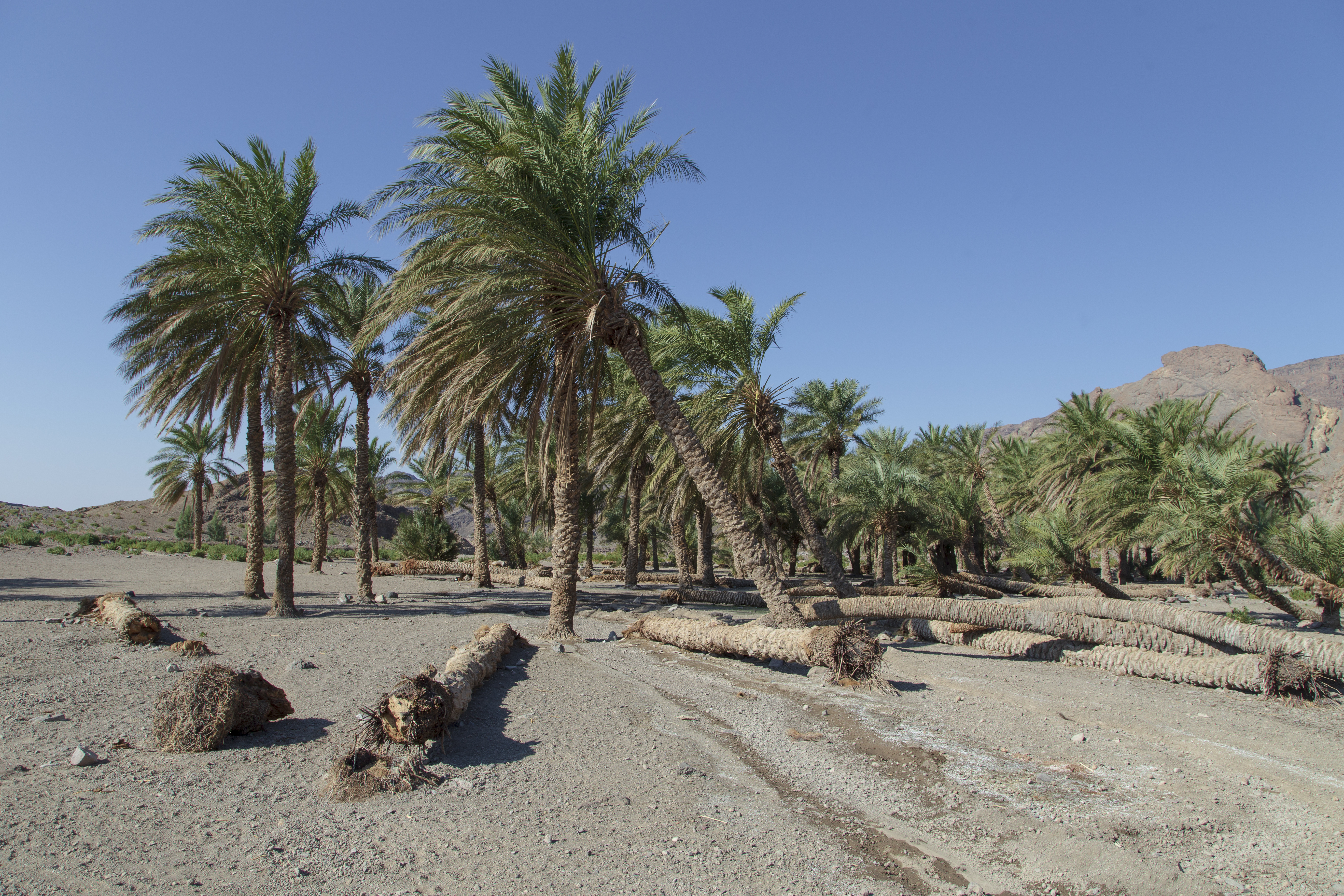
یک نخلستان در بلوچستان ایران (برخی نخل‌ها بر اثر باد شدید از بین رفته‌است)

## رقابت‌های استعماری
نخستین استعمارگر ناخوانده، پرتغال بوده که توسط بومیان به عقب رانده شد. بعدها رقابت دولت‌های فرانسه و انگلیس بر سر هندوستان، انگلیس‌ها را برآن داشت تا کنترل مکران (بلوچستان) را که یکی از معابر دسترسی به هندوستان بود، به دست بگیرد. انگلیسی‌ها برای جدا کردن بلوچستان از ایران اقدامات گسترده‌ای برای شناسایی این سرزمین انجام دادند. در کتاب مهاجمان سرحد نوشته رجینالد دایر آمده‌است که سرداران بلوچ برای جلوگیری از حمله استعماری انگلیس با هم متحد شدند و با فرماندهی سردار جمعه خان شه‌بخش و سردار ملک شاه خان نارویی از ورود بیشتر انگلیس به مناطقشان جلوگیری کردند. از جانب دیگر دولت ایران در تلاش بود تسلط خود را بر این نواحی گسترش دهد. در دوره ناصرالدین شاه، دولت مرکزی تسلط و گسترش نفوذ خود را در بلوچستان و مرزهای شرقی ایران افزایش داد. این حرکات سبب شد تا انگلیس سرحدی برای جلوگیری از پیشروی ایران تعیین نماید. انگلیس بعد از کشیدن خطوط تلگراف، درخواست تعیین حدود متصرفی دولت ایران را در بلوچستان نمود، اما با مخالفت دولت ایران مواجه شد. ناصرالدین شاه که قدرت مقاومت در برابر سیاست انگلیسی‌ها را نداشت، تن به تشکیل کمیسیون‌های مرزی مشترک داد. نتیجه کار این کمیسیون‌های مرزی، واگذاری بخش‌های وسیعی از بلوچستان و تشکیل بخشی از منطقهٔ حائل برای هندوستان بود.

## تاریخ

### دوره‌های ماقبل اسلامی
نخستین اشاره به این منطقه به اسم «مکا» در کتیبه داریوش در بیستون و تخت جمشید صورت گرفته‌است. از این سرزمین در دوره‌های پیش از اسلام اطلاعات بسیار اندکی موجود است. محتمل است ایرانی زبانان دیر به مکران آمده باشند.

### دوره‌های اسلامی
ذهن نویسندگان اولیهٔ مسلمان با پیش‌بینی ناپذیری جمعیت‌هایی که زیر کنترل حکومت نبوده و خطر برای مسافران درگیر بوده‌است. توصیفات آنان چیز زیادی در خصوص جمعیت‌های این نواحی نمی‌گوید. آنان گله‌دار بوده‌اند و در چادرهایی از موی بز می‌زیسته‌اند. زبان بومی‌شان فارسی نبوده‌است. به نظر می‌رسد در کوه‌های حاصلخیزتر جنوب شرق کرمان متمرکز بوده‌اند و به‌طور متناوب مسیرهای بیابانی به سوی شمال و شمال شرق را مورد تاراج قرار می‌داده‌اند. وضعیت امنیت مسافرت رو به وخامت گذاشته، چرا که عضدالدوله دیلمی در سال ۳۶۱ هجری کارزار علیه آنان را واجد ارزش دانسته. بلوچ‌ها شکست خوردند، ولی همچنان در دورهٔ غزنویان و سلجوقیان مشکل‌ساز بوده‌اند. وقتی آنان سفیر سلطان محمود را در بیابان شمال کرمان بین طبس و خبیس غارت کردند، او پسرش مسعود را علیه آنان گسیل کرد. گرچه مهاجرت بلوچ‌ها به سمت شرق علی الظهر پس از این شدت گرفته، هنوز در شرق استان کرمان بلوچ‌ها هستند. به نظر می‌رسد هنگام فتح به دست اعراب آنان در بخش شمال غربی منطقه (در جنوب شرقی کرمان) زندگی می‌کرده‌اند؛ ولی فعالیت‌های آن‌ها تا فاصلهٔ قابل توجهی به سمت شرق امتداد داشته‌است و در پنج قرن بعد تا زمان پراکنش قدرت صفوی در قرن دهم هجری نیز به‌طور متناوب ادامه داشته و حرکت‌های اصلی احتمالاً در قرون ششم و نهم هجری صورت گرفته‌است. بلوچ‌ها احتمالاً در حدود دورهٔ اشغال کرمان به دست سلجوقیان از طریق کرمان وارد مکران (بخش غربی بلوچستان) شدند. کرمان در سال ۲۳ هجری در خلافت عمر به وسیله مسلمانان فتح شد. در کوه‌های کرمان، آنان بلوچ هستند در زمان معاویه، شهرهای مکران اشغال شدند و با میدهای ساحل جنگ آغاز شد و یورش‌ها تا سند هم گسترش یافت.

### تقسیم بلوچستان بین ایران و هند[نیازمند منبع]
تحولاتی که در قاره اروپا روی داد، موجب کشیده شدن میدان رقابت کشورهای اروپایی به دیگر قاره‌ها به ویژه آسیا شد. یکی از سرزمین‌هایی که اهمیت زیادی برای دولت‌های اروپایی داشت، هندوستان بود. در جریان رقابت اروپایی‌ها برای تسلط بر هندوستان، سرزمین‌های مجاور آن به عنوان معابر دسترسی بر آن سرزمین، اهمیت ویژه یافتند. یکی از این نواحی بلوچستان بود. انگلیسی‌ها که توانسته بودند، دست دیگر رقیبان خود را از هندوستان کوتاه نمایند، تصمیم گرفتند برای امنیت بخشیدن به سرحدات آن، منطقه حایلی در مرزهای شمال غربی تشکیل دهند و از این زمان سیاست انگلیس، در بلوچستان آغاز شد.
با تأسیس حکومت قاجار، پادشاهان این سلسله در تلاش بودند بلوچستان را تحت تسلط خویش قرار بدهند.  توجه دولت انگلیس به بلوچستان به عنوان کمربند دفاعی جنوب غربی هند و از طرف دیگر نگاه متمرکز شاهان قاجار به بلوچستان موجب تقابل سیاست آنان شد. در این زمان دیپلماسی قوی انگلستان در برابر دیپلماسی ضعیف قاجار قرار گرفت. انگلیسی‌ها برای رسیدن به اهداف خود دست به هر اقدامی زدند و نقشه‌های گوناگونی را به اجرا درآوردند، تا اینکه در نهایت بلوچستان را به عنوان سپر دفاعی هندوستان بین هندوستان و ایران تقسیم کردند. 

### هندوستان و رقابت کشورهای اروپایی
سفر واسکودوگاما از کشور پرتغال در سال ۱۴۹۷ به هندوستان راه را برای ایجاد مستعمرات در این سرزمین و سایر نواحی آسیا باز کرد. بعد از تسلط پرتغالی‌ها بر هند در سال ۱۶۶۲ دولت پرتغال جزیره بمبئی را به چارلز دوم پادشاه انگلیس هدیه کرد و او نیز این جزیره را به کمپانی هند شرقی منتقل کرد. امپراتوری بریتانیا از نیمه سدهٔ هفدهم به تدریج با زور و زر و خدعه هندوستان را از چنگ راجه‌های ایالت و امپراتوران گورکانی هند خارج کردند. بدین ترتیب انگلیسی‌ها، پرتغالی‌ها را از گردونه رقابت خارج کرده خود بر اوضاع مسلط شدند.
در اواخر ۱۶۰۰ کمپانی هند شرقی به موجب فرمان ملکه الیزابت تأسیس گردید. کمپانی به تدریج توانست نفوذش را در هندوستان گسترش دهد و از دیگر رقبای خود پیشه گیرد. به دنبال ظهور انقلاب صنعتی در اروپا تولید کالا به مراتب بیشتر از احتیاج بازارهای اروپایی بود. علاوه بر این مواد اولیه بسیاری از کارخانه‌ها در اروپا وجود نداشت و کشورهای اروپایی برای رفع این نیازها، توجه بیشتری به سرزمین‌های دیگر نمودند. یکی از این سرزمین‌ها که از قبل نیز مورد توجه کشورهای اروپایی قرار داشت، هندوستان بود. این کشور با توجه به ویژگی‌های خود، مناسب‌ترین سرزمین برای استعمار بود.
با اعزام ژنرال گاردن از جانب ناپلئون به ایران حکومت بریتانیا در لندن وحشتزده شد و نمایندگانی را به دربار ایران مأموریت داد، از جمله این نمایندگان سرجان ملکم بود که به خاطر رابطه دوستی بین ایران و فرانسه، از جانب دولت ایران پذیرفته نشد.

### انگلیس و بررسی سرزمین‌های همجوار هندوستان
خطر حمله ناپلئون از طریق ایران و بلوچستان به هندوستان و پذیرفته نشدن ملکم سفیر انگلیس از جانب دولت ایران موجب شد کمپانی هند شرقی و دولت انگلیس به شناسایی و بررسی سرزمین‌های همجوار هندوستان بپردازند. یکی از این سرزمین‌ها بلوچستان بود که این زمان وارد تاریخ جدید خود شد. انگلیس می‌بایست هندوستان را حفظ می‌کرد و معابر لشکرکشی کشورهای اروپایی به هندوستان و مرزهای دفاعی شبه قاره را در اختیار خود می‌گرفت از طرفی روسیه نیز از آغاز سده هجدهم بر دریاهای گرم جنوب و بیش از همه بر استانبول چشم طمع دوخته بود. روسیه می‌بایست معابر لشکرکشی به هندوستان را در اختیار خود می‌داشت تا لندن را لااقل به تسلیم استانبول وادارد. این عوامل سبب شد انگلیس برای دفاع از هندوستان به شناسایی سرزمین‌های غربی آن بپردازد که بلوچستان یکی از آنان به‌شمار می‌رفت.

### سیاست ایجاد کمربند حایل
اهمیت هندوستان برای امپراتوری انگلیس به قدری بود که برخی سیاست‌مداران بر این عقیده بودند که امکان زیستن برای انگلستان بدون هندوستان وجود ندارد. لرد کرزن در اینباره می‌نویسد: «زمانی که هند شناخته شده‌است، سرورانش همواره صاحب اختیار نیمی از جهان بوده‌اند».
دولت انگلستان در می‌یابد که برخلاف تصورات قبلی، ایران به عنوان خط دفاعی هندوستان چندان قابل اعتماد نیست و روسیه نیز می‌توانست با عبور از شمال خراسان به خان نشین‌های آسیای مرکزی دست یابد؛ بنابراین، لندن و حکومت کمپانی در هندوستان بر آن شدند تا تلاش خود را در آسیای مرکزی به کار اندازند و دیوار دفاعی هند را از بلوچستان به آسیای مرکزی تغییر دهند. به دنبال آن در دهه ۱۲۵۰ هـ. ق/ ۱۸۳۰ م در انگلستان اجماع فزاینده‌ای پدید آمد مبنی بر اینکه، روسیه به زیان ایران، عثمانی و آسیای مرکزی در حال توسعه بخشیدن به قلمرو خود می‌باشد و از همین‌جا طرح «مسئله شرق» یا «بازی بزرگ» ریخته شد. در این طرح، بلوچستان به عنوان سرزمین حایل در برابر پیشروی و توسعه‌طلبی فزاینده روسیه به هندوستان از اهمیت استراتژیکی خاصی برخوردار شد. در این برهه زمانی انگلیس به دنبال سد دفاعی محکم و استواری می‌گشت تا بتواند با خیال راحت‌تری به سلطه خود در هندوستان ادامه دهد. آنان سد دفاعی خود را در مناطق مرکزی بلوچستان یافتند که دولت مرکزی ایران بعد از تصرف  آن سیاست قاطعی برای تسلط کامل بر آن نداشت و این همان چیزی بود که انگلیسی‌ها خواستار آن بودند چرا که به راحتی می‌توانستند مناطق استراتژیک را از همدیگر جدا کرده به نقشه خود یعنی ایجاد کمربند حایل دست یابند.

### ایران و توجه به مرزهای شرقی
با پایان یافتن جنگ‌های ایران و روسیه، دولتمردان ایران تصمیم گرفتند بلوچستان را تحت مالکیت خودشان درآورند اما انگلیسی‌ها تصور می‌کردند که دولت ایران هر قدمی که به سمت هندوستان برمی‌دارند به‌طور قاطع به اشاره دولت روس است. انگلیس از اساس تفکر دولت و دربار ایران، دربارهٔ بلوچستان آگاه شده بود. ایران از آغاز سلطنت سلسله قاجار مرز طبیعی جنوب شرقی خود را با احتساب بلوچستان جزو متصرفات ایران، رود سند می‌دانست. عباس میرزا در خلال گفتگوهای دوستانه و خصوصی با مأموران انگلیس بارها به این مطلب اشاره کرده بود و محمدشاه نیز بر همین عقیده بود. در نتیجه انگلیسی‌ها درصدد ممانعت از پیشروی ایران به طرف شرق برآمدند که اولین مورد آن مسئله هرات و به دنبال آن تقسیم بلوچستان بود که با تعیین حدود مرزی این مناطق، هم خط دفاعی هندوستان را کامل کردند و هم به پیشروی ایران به سمت شرق برای همیشه پایان دادند.

### بلوچستان در آغاز سلطنت ناصرالدین شاه
با آغاز سلطنت ناصرالدین شاه و توجه دولت مرکزی به بلوچستان برخی سرداران و حاکمان نواحی مختلف این ناحیه، داوطلبانه اطاعت خود را از دولت اعلام نمودند (سپاهی:۱۲۴). و این بدان دلیل است که امیرکبیر صدراعظم ایران در آن زمان اهمیت ویژه‌ای به بلوچستان می‌داد و آن هم به خاطر آگاه بودن او از سیاست‌های انگلیس در بلوچستان بود.
در این دوران نیز مبارزاتی در بلوچستان برای جدایی از ایران رخ داد اما با تلاش امیرکبیر و دولت مرکزی، شورش جدایی خواهان بلوچ‌ها به شدت سرکوب و وعده زیادی کشته شدند و دوباره به اطاعت از ایران گردن نهادند. انگلیس‌ها از این وضع نگران شدند، زیرا با گسترش مرزهای شرقی ایران، ایران را به هند نزدیک‌تر می‌دیدند. با توجه به چنین اوضاعی، دولت انگلیس در سال ۱۸۵۳/۱۲۷۰ق. به منظور جلوگیری از گسترش نفوذ بیشتر ایران در بلوچستان، مأمورانی از سند به بلوچستان اعزام کرد. جاسوسان انگلیسی مردم بلوچ را تحریک به مبارزه علیه دولت ایران کرده بودند. دولت انگلیس در این سال‌ها سعی می‌کرد با ایجاد جدایی طلبی در میان بلوچ‌ها آن‌ها را به مبارزه علیه دولت مرکزی وادارد اما اقدامات آن‌ها در این زمان نتیجه دلخواه را نداد و انگلیسی‌ها درصدد برآمدند تا به ترفندهای دیگر متوسل شوند.

### کشیدن خطوط تلگراف؛ زمینه‌ساز تقسیم بلوچستان
پس از معاهده پاریس و استقلال افغانستان، مشکلات انگلیسی‌ها در هند، برای چند سال، آن‌ها را از دخالت علنی در بلوچستان بازداشت، اما شورش هند در سال ۱۸۵۷م/ ۱۲۷۴ق انگلیسی‌ها را در تقسیم بلوچستان مصمم کرد. انقلاب هندوستان و خطری که در آن مقطع تاریخی متوجه امپراتوری بریتانیا شد، آثار و نتایج عمیقی در ایران به جای گذاشت. از جمله مهم‌ترین این آثار ارتباط تلگرافی هندوستان با اروپا و با انگلیس و در نتیجه کشیده شدن خطوط تلگراف در ایران بود. برای ایجاد خطوط تلگرافی در بلوچستان، مذاکرات توسط افسران انگلیسی با دولت ایران شروع شد، اما این مذاکرات با مخالفت و مقاومت شدید در ایران مواجه شد. دولتمردان وقت ایران به هیچ عنوان نمی‌خواستند پای مأموران انگلیسی به نقاط تصرف شده، به خصوص نواحی جنوب به ویژه در میان طوایف بلوچستان باز شود. انگلیسی‌ها سرهنگ اپستویک را برای حل این مسئله به سمت سفارت تهران برگزیدند. سرانجام امتیاز کشیدن خطوط در ۲۴ جمادی‌الثانی ۱۲۷۹ ق / ۱۷ دسامبر ۱۸۶۲ م با دولت ایران به امضا رسید. در آن زمان صدارت ایران با اعتمادالدوله بود که با انگلیسی‌ها رابطه صمیمانه‌ای داشت.
مأموران انگلیسی به هنگام مطالعه، برای کشیدن خطوط تلگرافی پی بردند که کشیده شدن خطوط تلگراف زمینی در بخشی از نواحی ساحلی بلوچستان، برای کنترل و سرانجام جدایی این نواحی مجاور، فرصت مناسبی می‌تواند باشد. بنابراین تحقیق و بررسی از این نواحی بر عهده سر فردریک گلداسمیت گذاشته شد.

### انگلیس و حفظ خطوط تلگرافی توسط سرداران بلوچ
با عبور سیم تلگراف از بلوچستان، دولت انگلستان گلداسمیت را با چند افسر دیگر به بلوچستان فرستاد، اما آن‌ها با مقاومت و مخالفت بلوچ‌ها مواجه شدند. افسران انگلیسی به فرماندهی گلداسمیت به این نتیجه رسیدند که تنها از طریق کنار آمدن با سران طوایف و قبایل می‌توانند بر حاکمیت خویش در بلوچستان تداوم بخشند. به همین خاطر عمدهٔ سران، خان‌ها و سردارهای بلوچ را با دادن اسلحه و مقرری فریب دادند و به بهانه عبور خط تلگراف در هر محل تلفنخانه‌ای برپا کردند و پرچم انگلیس را بر فراز آن برافراشتند. بدین سان انگلیسی‌ها در سرتاسر بلوچستان نفوذ کردند و از طریق محدود مقرری که به سرداران بلوچ می‌دادند از آن‌ها تعهد گرفتند تا از سیم‌های تلگراف مراقبت نمایند.
در این میان عده‌ای دیگر از بلوچها که بهره‌ای نبرده بودند، دست به تحریکات زدند، در نتیجه سیم‌های تلگراف را قطع، و برای مأموران انگلیسی مزاحمت ایجاد می‌کردند و بعضی از کارکنان را کشته، برخی را اسیر نمودند. این پیشامدها سبب شد دولت انگلیس از ایران بخواهد مرز بین ایران و هند در بلوچستان تعیین شود. دولت ایران با این تقاضا موافقت ننمود. گلداسمیت بلوچها را تحریک نمود تا دوباره مبارزات خودشان را آغاز کنند. ناصرالدین شاه متوجه این خطر شد که چنانچه رضایت انگلیس را فراهم نکند، ممکن است بلوچستان تصرف شده را از ایران مجزا نماید. در سال ۱۲۸۸ق. انگلستان عده‌ای سرباز هندی را به پنجگور فرستاد و خیال داشت تمامی بلوچستان را فتح کند. ناصرالدین شاه از این نقشه باخبر شد و با سفیر انگلیس در تهران در این باب مذاکره نمود. سفیر انگلیس اظهار کرد که اگر دولت ایران خواهان دوستی با دولت انگلیس است، باید خطوط مرزی بلوچستان را با مرز هند تعیین نماید. ناصرالدین‌شاه نیز این پیشنهاد را پذیرفت. از طرف ایران وزیر خارجه میرزا سعیدخان و آصف‌الدوله حاکم کرمان و چند نفر دیگر معلوم شدند. از طرف انگلستان گلداسمیت و دو افسر مهندس تعیین گردیدند، اما نتیجهٔ مطلوبی حاصل نشد. در این جلسه قرار شد دولت انگلیس سالی سه هزار تومان جهت محافظت از تیرها و سیستم تلگرافی که در قسمت بلوچستان واقع می‌شد پرداخت نماید و تعیین مرزها به ملاحظاتی، نامعلوم و مسکوت ماند. در این زمان انگلیسی‌ها با کاشتن تیرهای تلگراف در گوشه‌گوشهٔ بلوچستان و گسترش نفوذ خود در این سرزمین و در نهایت با تفرقه انداختن بین مردم بلوچستان کم‌کم به اهداف خود نزدیکتر شدند.

### توافق ایران با انگلیس در تشکیل کمیسیون مرزی
در سال ۱۸۶۲م. در دیوار دفاعی هندوستان، تنها منطقه‌ای که ترتیب قطعی برای آن، مطابق نقشه انگلستان داده نشده بود، منطقهٔ بلوچستان انگلیس و ایران بود. در آن هنگام خان کلات قسمت‌های شرقی بلوچستان را تحت اداره یا نفوذ خود داشت. انگلستان درصدد بود بلوچستان را دوباره به صورت کشوری مستقل درآورد. 
اولین کمیسیون برای تعیین مرزهای شرقی ایران، بین دولت ایران و خان کلات به حکمیت انگلستان تشکیل گردید، انگلیسی‌ها به ظاهر نقش حکم را بازی می‌کردند اما در واقع مدعی آن‌ها بودند و مطرح نمودن خان کلات بهانه‌ای بود برای استقلال بلوچستان از ایران. بعد از شکست آقاخان محلاتی در مأموریتش برای استقلال بلوچستان، دولت انگلیس بر آن شد که این امر را توسط یکی از خان‌های مقتدر محلی و با توسعه بخشیدن قلمرو او انجام دهد. مقتدرترین و مناسب‌ترین فرد برای این منظور خان کلات بود. که انگلیس آن را تحت‌الحمایه خود کرد و بعد آن را جزء امپراتوری هند درآورد.
ایجاد روابط سیاسی بین دولت انگلیس و خان کلات باعث شد که از اغتشاشات بلوچستان تحت تسلط بریتانیا جلوگیری شود و مقام حکمرانی خان کلات استحکام پیدا کند، اما لازم بود ترتیب‌های تازه اتخاذ شود که سرحدات غربی این مملکت از تجاوزات مصون بماند و از دولت ایران که قریب بیست سال بود به سرحدات کلات تجاوز می‌کرد جلوگیری شود، و در بین یک حد و حدودی معین گردد. زمانی که ابراهیم خان در اوایل دهه ۱۲۷۰ق. در حکومت بلوچستان مستقر شد دامنه فتوحات وی انگلستان را مضطرب کرد و به فکر چاره جویی انداخت. دولت انگلیس می‌پنداشت که در صورت عدم مداخله، ابراهیم خان تمامی حوزه حکومتی خان کلات را فتح خواهد کرد و مرزهای شرقی ایران به هند نزدیکتر می‌شود. آنان درصدد برآمدند تا با تعیین حدود رسمی بین بلوچستان و کلات از پیشروی ابراهیم خان حاکم بلوچستان به سمت سرزمین‌های غربی هند جلوگیری کنند.
با شکایات متعدد دولت انگلیس به دربار و دولت ایران، ایران تحت سرپرستی میرزا حسین خان سپهسالار در سال ۱۸۷۱م / ۱۲۸۷ق. حاضر به تحدید رسمی مرزهای ایران و کلات با حکمیت دولت انگلیس شد. سر فردریک گلداسمیت به عنوان حکم انگلیس تعیین گردید. از طرف دولت ایران میرزا معصوم خان انصاری به عنوان رئیس کمیسیون مرزی انتخاب شد.
بر اساس موافقت‌نامه تعیین حدود مرزی کمیسیونرها ی یاد شده آزادی خواهند داشت نقشه‌ای از مناطق بلوچستان ایران و متصرفات خان کلات با مرزهای آن ترسیم کنند و آن را با خود به تهران بیاورند، پس از آن مسئله با آگاهی دولت بریتانیا به گونه‌ای عادلانه تصمیم گرفته می‌شود. نماینده ایران میرزا معصوم خان در راه بازگشت به تهران به دولتمردان ایران می‌نویسد: «... این مأمور انگلیسی [گلداسیمد] جز حمایت و تقویت خان کلات و تحصیل سند که کیج و تمپ و بلیده و مند و کوهک و اسپندار و بلکه بیشتر سرباز و دشت باهو تعلق به خان معزی الیه دارد و خیال دیگری ندارد...». به‌طوری که از نامهٔ میرزا معصوم خان بر می‌آید، انگلیسی‌ها در نقشهٔ خود قصد داشتند، نواحی تمپ، کیج، بلیده، مند، کوهک و اسپندار و حتی نواحی سرباز و دشت باهو را از بلوچستان تحت مالکیت ایران جدا و به بلوچستان تحت تصرف انگلیس و به خاک کلات بیفزایند.
تلاش‌های میرزا معصوم خان برای قرار دادن کیج و مند در قلمرو ایران به جایی نرسید. ناحیهٔ دیگر که در این زمان مورد اختلاف بین گلداسمیت و میرزا معصوم خان بود، ناحیهٔ کوهک و اسپندار بود. اما با همه تلاش‌های مأموران ایرانی در افزایش سهم ایران از بلوچستان، دولت ایران در اوت سال ۱۸۷۱م/ جمادی الآخر ۱۲۸۸ق. پذیرفت که نقشه‌ها و یافته‌های یکجانبه گلداسمیت، مبنای صدور رأی نهایی قرار گیرد.
بدین ترتیب مناطقی از بلوچستان تحت مالکیت ایران جدا و به خان کلات داده شد و حاکم بلوچستان حکومت ایران و شاه ایران از این امر ناراضی بودند. نارضایتی‌های حاکم بلوچستان و اقدام او برای بازپس‌گیری نواحی از دست رفته، بعد از کمیسیون مرزی اول، سبب شد زمینه‌های تشکیل کمیسیون دوم مرزی نمایان شود.

### اختلاف بر سر کوهک
هر چند دولت ایران نقشه گلداسمیت را برای تعیین حدود مرزی از خلیج گواتر تا جالق قبول نمود، اما اختلاف بر سر کوهک و بخشی از دره ماشکید همچنان باقی‌ماند. حاکم بلوچستان عصبانی و ناراحت از اصل تشکیل کمیسیون و تعیین رسمی سرحدات و به محض مراجعت هیئت‌های طرفین از بلوچستان خودسرانه به اشغال و تصرف کوهک پرداخت. با تصرف کوهک توسط حاکم بلوچستان انگلیسی‌ها درصدد زیر فشار گذاشتن دولت ایران به منظور دست کشیدن از کوهک برآمدند.
وزیر مختار انگلیس در تهران، طی نامه‌ای به وزارت خارجه ایران، تقاضا کرده بود که با توجه به پذیرفتن نقشه گلداسمیت توسط دولت ایران، مسئله کوهک حل و فصل شود. با ادامه کنترل کوهک و اسپندک توسط دولت ایران، مأموران انگلیسی به فکر افتادند این مناطق را از دست ایران خارج نمایند.

### کمیسیون مرزی دوم
به دنبال تعیین حدود و علامت‌گذاری بخش اول از مرزهای مکران (بلوچستان امروزی)، در سال۱۲۹۰ق. تامسن وزیر مختار انگلیس، طی نامه‌ای به ایران خواستار تعیین حدود مرزی ایران و کلات از جالق تا ملک سیاه کوه شد. یکی از مهم‌ترین عواملی که سبب شد انگلیسی‌ها دو سال بعد از کمیسیون مرزی اول، تقاضای تشکیل کمیسیون دیگری بنمایند، بدون شک ترس آن‌ها از تصرف قسمت‌هایی بود که تعیین حدود نشده بود. ترس انگلیسی‌ها از آن بود که با تصرف کوهک توسط حاکم مکران امکان داشت کوهک و نواحی اطراف آن در قلمرو ایران داخل گردد. انگلیسی‌ها بعد از تصرف کوهک توسط ابراهیم خان به تلاش‌های خود برای استرداد این ناحیه به خان کلات ادامه دادند.
در نامه‌ای که سفیر انگلیس به دولتمردان ایران نوشته بود، به خط مرزی گلداسمیت استناد نموده بود. طبق این نقشه، جالق و کله گان حدود مرزی ایران را تشکیل می‌دادند. در ادامه تقاضا کرده بود که خط مرزی از جالق تا کوه ملک سیاه در زمستان آینده تعیین شود. اما دولت ایران نواحی کوهک و ماشکید را متعلق به خود می‌دانست و با این طرح مرزی جدید انگلیس مخالف بودند.
بعد از آنکه سفارت انگلیس با اصرار دولت ایران، بر تعلق کوهک و ماشکید مواجه شد. و در این مورد با دولت ایران به نتیجه نرسید، دولت هند بریتانیا نیروهایی در سال ۱۳۱۲ق/ ۱۸۹۴ م در پنجگور در نزدیکی ایران مستقر کرد و در واقع می‌خواست، از راه تهدید نظامی دولت ایران را وادار به قبول درخواست‌های خود بنماید ابتدا به دلیل اهمیت استراتژیکی، شاه حاضر به واگذاری ماشکید نشد، در نتیجه تعیین حدود مرزی منتفی شد. بعد از مخالفت سردارهای بلوچ، شاه دستور تشکیل هیئتی برای تعیین حدود مرزی از جالق تا کوه ملک سیاه را صادر کرد.
با حل این اختلاف، تحدید و علامت مرزی در ۲۴ مارس ۱۸۹۶ م / ۹ شوال ۱۳۱۳ ق پایان یافت و موافقت نامه‌ای به امضا رسید در نتیجه کار این کمیسیون، حاکمیت ایران بر مناطق چون کوهک، کناربست، اسفندک، و غرب رود ماشکید که از مدت‌ها قبل در مالکیت ایران بودند، تأیید شد، ولی بخش عمده‌ای از ناحیه ماشکید و از آن مهم‌تر ناحیه میرجاوه و شهر آن و نقاط استراتژیک این منطقه از ایران جدا شد.
با جدایی این مناطق از مکران (بلوچستان امروزی) تحت مالکیت ایران علاوه بر اینکه دیوار دفاعی هندوستان کامل شد، مقاصد سیاسی انگلیس و بهره‌برداری درازمدت استعمارگران را نیز برای سالیان دراز تأمین کرد.

## حاکمیت و سیاست

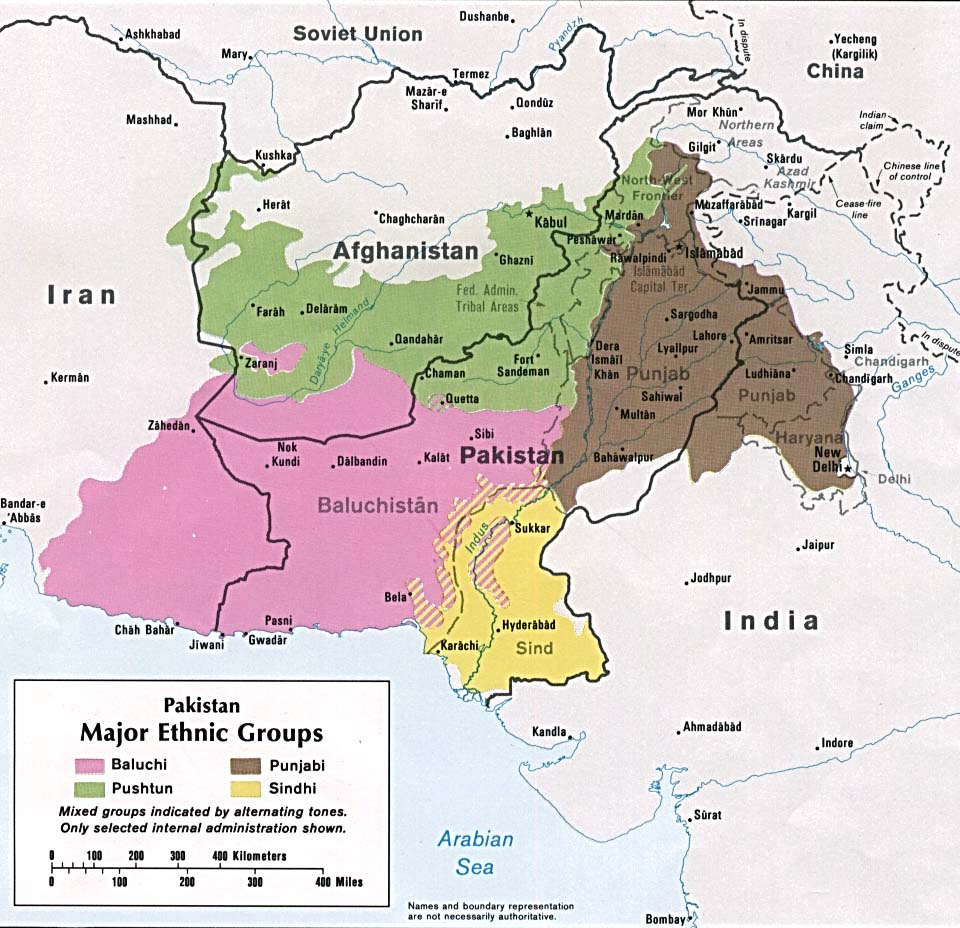
منطقه بلوچستان در ۳ کشور به رنگ صورتی مشخص شده است.

منطقهٔ بلوچستان از نظر اداری بین سه کشور پاکستان، افغانستان و ایران تقسیم شده‌است که بزرگ‌ترین و پرجمعیت‌ترین بخش آن در پاکستان است. ایالت بلوچستان بزرگ‌ترین ایالت پاکستان است و حدود ۶٫۹ میلیون نفر از جمعیت پاکستان بلوچ هستند. در ایران حدود دو میلیون بلوچ وجود دارد و بیشتر جمعیت شرق استان سیستان و بلوچستان از قومیت بلوچ هستند. بخش افغان بلوچستان شامل ولسوالی چهاربرجک از ولایت نیمروز و صحرای ریگستان در جنوب هلمند و قندهار است.
منطقهٔ بلوچستان چندین شورش و ناآرامی را تجربه کرده‌است که گروه‌هایی از شبه‌نظامیان جدایی‌طلب خواستار استقلال مناطق بلوچ در این سه کشور برای تشکیل «بلوچستان بزرگ» شده‌اند. در پاکستان، شورش‌های شبه‌نظامیان جدایی‌طلب در ایالت بلوچستان در سال‌های ۱۹۴۸، ۱۹۵۸–۱۹۵۹، ۱۹۶۲–۱۹۶۳ و ۱۹۷۳–۱۹۷۷ رخ داده‌است و موج دیگری از این شورش‌ها از سال ۲۰۰۳ و با شدتی کمتر ادامه دارد. از نظر تاریخی، عوامل مناقشه شامل «شکاف‌های قبیله‌ای»، تقسیمات قومی بلوچ-پشتون، «به حاشیه رانده شدن بلوچ‌ها و ارجحیت منافع پنجابی‌ها» و «ظلم اقتصادی» گزارش شده‌است. با این‌حال، طی سال‌ها، شورش‌های ستیزه‌جویان جدایی‌طلب در نتیجهٔ سرکوب نیروهای امنیتی پاکستان، درگیری‌های داخلی میان شبه‌نظامیان جدایی‌طلب و ترور سیاستمداران بلوچ که مایل به شرکت در روند دموکراتیک پاکستان بودند (به‌دست ستیزه‌جویان جدایی‌طلب) کاهش یافت. ستیزه‌جویان جدایی‌طلب در پاکستان خواستار خودمختاری بیشتر و سهم بیشتر در منابع طبیعی منطقه هستند. جمعیت بلوچ در پاکستان متحمل نقض شدید حقوق بشر شده‌است که شامل قتل‌های فراقانونی، ناپدید شدن اجباری و شکنجه می‌شود. ظاهراً این اقدامات توسط نیروهای امنیتی دولتی و همکاران آن‌ها انجام می‌شود. در سال ۲۰۱۹، ایالات متحده ارتش آزادی‌بخش بلوچستان، یکی از گروه‌های شبه‌نظامی جدایی‌طلب که با دولت پاکستان می‌جنگد را یک گروه تروریستی جهانی اعلام کرد.
در ایران، بر پایهٔ گزارش‌ها، میزان ناآرامی و شورش جدایی‌طلبان بلوچ کمتر از پاکستان بوده‌است. اما شدت آن از سال ۲۰۱۲ رشد کرده و فرقه‌ای‌تر شده‌است، که اکثریت سنی بلوچ درجات بیشتری از سلفی‌گری و ضدیت با حکومت شیعهٔ جمهوری اسلامی را بروز داده‌اند. ستیزه‌جویان جدایی‌طلبی که در ایران می‌جنگند خواهان حقوق بیشتر برای بلوچ‌های ساکن استان سیستان و بلوچستان ایران هستند.

## جمعیت‌شناسی

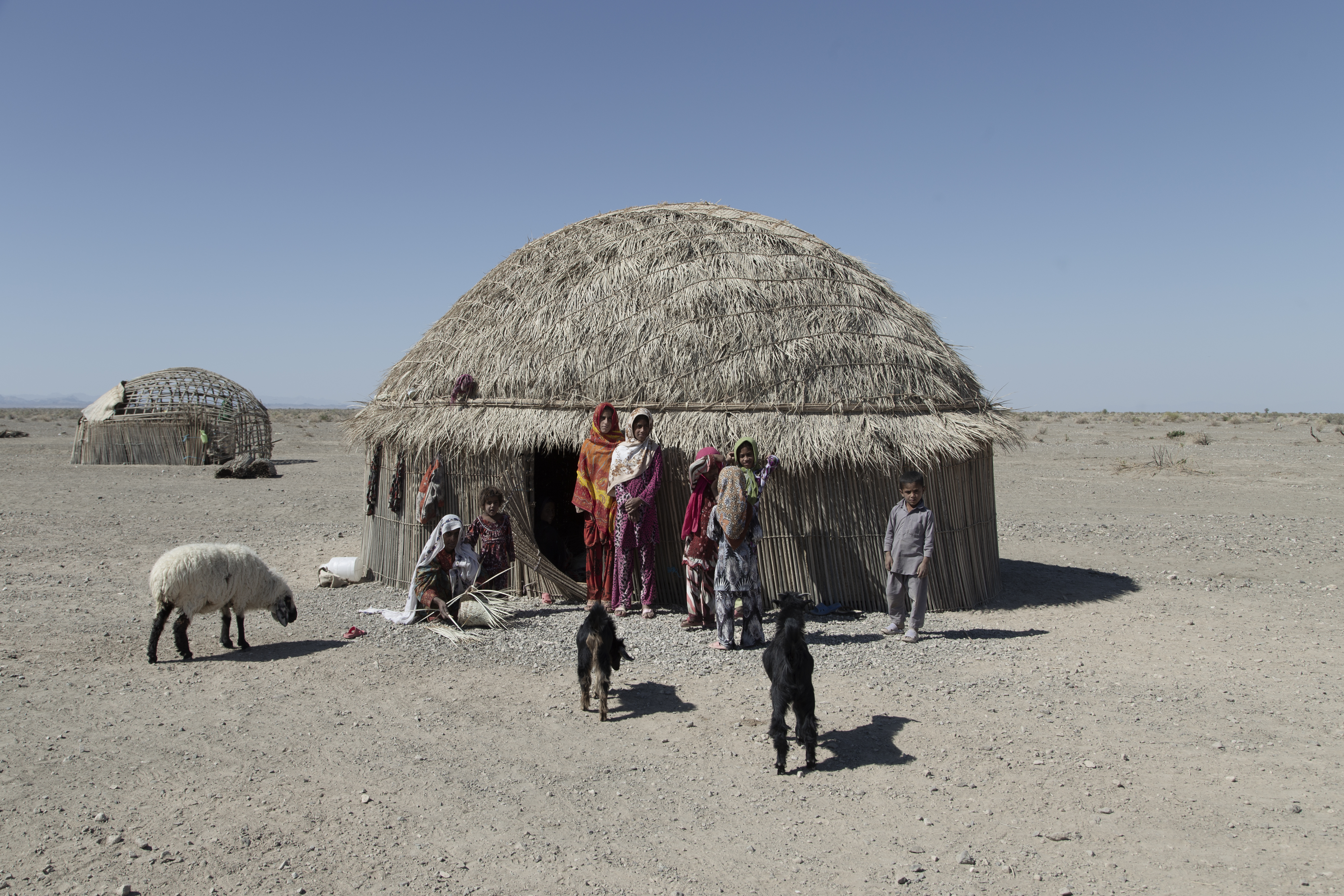
یک خانواده بلوچ در زیستی ابتدایی در بلوچستان ایران